# 邱對欣
邱对欣，廣東琼山县高坡人，清朝政治人物、进士出身。
咸丰六年（1856年），登丙辰科进士，钦点知县、签掣直隶柏乡县知县。